# Helen Schifano
Helen Mary Schifano (* 13. April 1922 in Newark, New Jersey; † 9. November 2007 in Fanwood, New Jersey) war eine US-amerikanische Gerätturnerin.
Helen Schifano nahm an den XIV. Olympischen Sommerspielen 1948 in London teil und gewann eine Bronzemedaille im Mannschaftswettbewerb.